# 丸山豊治郎

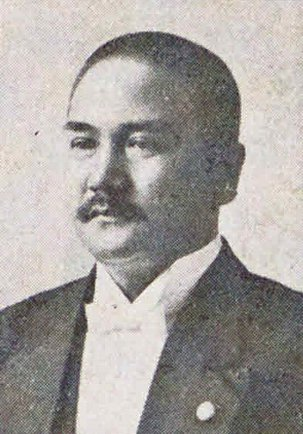
丸山豊治郎

丸山 豊治郎（まるやま とよじろう、慶応4年1月27日（1868年2月20日） - 昭和8年（1933年）7月18日）は、衆議院議員（立憲政友会）、ジャーナリスト。親戚は衆議院議員 大滝伝十郎、貴族院議員 大竹貫一。

## 経歴
越後国頸城郡武士村（現在の新潟県上越市）出身。慶應義塾に入学するが、徴兵により歩兵第16連隊に配属された。除隊後も日清戦争の際には補充員召集により従軍した。
その後、菅原村長、中頸城郡会議員、同参事会員を歴任した。また「高田日報」を創刊し、社長に就任した。
1912年、第11回衆議院議員総選挙に出馬し、当選。合計で3期務めた。